# Американський Прометей
«Оппенгеймер. Тріумф і трагедія Американського Прометея» — біографія Дж. Роберта Оппенгаймера, написана Каєм Бердом і Мартіном Дж. Шервіном, опублікована Альфредом А. Нопфом у 2005 році. У 2006 році книга була нагороджена Пулітцерівською премією протягом 25 років в категорії біографії чи автобіографії. Вона також отримала премію Даффа Купера 2008 року, найкращу книгу року від Chicago Tribune та найкращу наукову книгу року від журналу Discover. 
Книга складається з п'яти частин, присвячених різним етапам життя Оппенгеймера, а також прологу та епілогу.

## Історія написання
Історик Мартін Шервін, який раніше написав книгу "Зруйнований світ: Хіросіма та її спадщина" (1975), почав працювати над біографією Оппенгеймера у 1979 році, а 13 березня 1980 року підписав перший контракт з видавництвом Knopf на суму 70 000 доларів. Між 1979 і 1985 роками він провів інтерв'ю "з 112 особами з його [Оппенгеймера] орбіти", в тому числі з його другом Гоконом Шевальє і його сином Пітером, який відмовився від офіційного інтерв'ю. Шервін зібрав "близько 50 000 сторінок інтерв'ю, стенограм, листів, щоденників, розсекречених документів і досьє ФБР, які зберігалися в його підвалі, на горищі та в офісі в нескінченних коробках". Після закінчення терміну і виходу на пенсію свого редактора Шервін так і не закінчив книгу. Томас Пауерс пише, що "історики цієї теми, невелика група пліткарів, припускали, що Шервін став останньою жертвою прокляття Оппенгеймера". Книга стала жартом у родині Шервіна, і він сказав, що "забере її з собою в могилу".
У 1999 році Шервін запросив свого друга, письменника та редактора Кая Берда,  який уже написав дві політичні біографії , щоб приєднатися до нього та зібрати їх у цілісному та читабельному форматі. Спочатку Берд відмовлявся, але врешті-решт погодився працювати над книгою, і обидва автори підписали новий контракт з видавництвом Кнопф на суму 290 000 доларів. Берд написав чернетки, які потім переглянув і переписав Шервін.
Робоча назва книги була "Опі", але редактор наклав на неї вето. Сьюзен Ґолдмарк, дружина Берда, запропонувала нову назву: "Прометей... вогонь... бомба - це цей вогонь. І ви могли б написати "американська"". Шервін розповів, що його друг Рональд Стіл незалежно запропонував таку ж назву. Вперше порівняння фізиків, які зробили можливим створення бомби, з Прометеєм з'явилося в "Науковому щомісячнику" у вересні 1945 року: "Сучасні Прометеї знову здійснили набіг на Олімп і принесли для людини самі блискавки Зевса". Деякі рецензенти також пов'язували назву книги з Франкенштейном; або «Сучасний Прометей» Мері Шеллі . .

## Публікація
Це 721 сторінка від початку до кінця у травневому виданні 2006 року в м’якій палітурці, також містить 32 сторінки фотографій.
Перше видання також має 721 сторінку.

## Український переклад
Українською книга вийшла 2023 року у видавництві BookChef; ISBN - 978-617-548-164-6;

## Нагороди
- 2005 National Book Critics Circle Award[9][10]
- 2006 Пулітцерівська премія за біографію чи автобіографію[3]
- 2008 Duff Cooper Prize[11]

## Екранізація
Книгу екранізував Крістофер Нолан – біографічний фільм «Оппенгаймер» на широкий екран вийшов 2023 року.